# Овдийчук, Ольга Викторовна
Ольга Викторовна Овдийчук (16 декабря 1993, Дюксин, Ровненская область) — украинская футболистка, полузащитница и нападающая клуба Жилстрой-1 (Харьков) и сборной Украины.

## Клубная карьера
Занимается футболом с раннего детства. В третьем классе, выступая за свою школу на районном турнире «Кожаный мяч», была замечена и приглашена в Спортивный лицей Костополя.
Начала играть на взрослом уровне в 2009 году в команде «Родина-Лицей» (Костополь). Дебютный матч в чемпионате Украины сыграла 1 мая 2009 года против клуба «Ятрань». Первые голы забила 15 октября 2009 года, отличившись «дублем» в ворота «Атекс-СДЮШОР-16» (5:0). В сезоне 2011 года забила 12 голов в 12 матчах чемпионата страны, а её команда, аутсайдер прошлых сезонов, сумела на этот раз финишировать четвёртой. В августе 2011 года спортсменка на правах аренды выступала за черниговскую «Легенду» в Лиге чемпионов, провела 3 матча и забила один гол.
В 2012 году перешла в харьковский клуб «Жилстрой-1». С этим клубом неоднократно становилась чемпионкой Украины (2013, 2014, 2015, 2018, 2019), серебряным призёром чемпионата (2016, 2017), обладательницей Кубка страны (2013, 2014, 2015, 2016, 2018, 2019). В первом сезоне после перехода в новый клуб стала лучшим бомбардиром чемпионата страны (18 голов в 13 матчах), в 2013 году во второй раз подряд завоевала бомбардирский титул (13 голов). В 2014 году стала третьим бомбардиром лиги с 9 голами, в 2016 году — второй (14 голов), в весеннем чемпионате 2017 года — третьей (8 голов). В сезоне 2017/18 вернула себе титул лучшего бомбардира (28 голов в 18 матчах), в сезоне 2018/19 повторила этот успех (30 голов в 16 матчах). Всего в составе харьковского клуба сыграла в этот период 104 матча и забила 135 голов в чемпионатах Украины. В Лиге чемпионов сыграла 19 матчей и забила 10 голов, в том числе отличилась хет-триком в ворота чешского клуба «Нове Замки». Признавалась лучшим игроком чемпионата Украины 2013, 2015, 2016, 2017 годов. В голосовании на звание футболистки года на Украине в 2015 году была третьей, в 2016, 2017, 2018 годах — второй. Лучший игрок Украины 2019 года.
Летом 2019 года перешла в мадридский «Атлетико», однако не смогла закрепиться в основном составе клуба. В чемпионате Испании сыграла 8 матчей, во всех выходила на замены в конце игры. Также сыграла один матч в клубном чемпионате мира и 2 игры в Лиге чемпионов, лишь в одной из них вышла в стартовом составе. 15 июля 2020 года контракт был расторгнут по соглашению сторон.
После ухода из «Атлетико» вернулась в клуб «Жилстрой-1». В 2020 году заняла седьмое место среди лучших футболисток мира в голосовании болельщиков на портале Futebol Feminino Alternativo.

## Карьера в сборной
Выступала за юниорскую и молодёжную сборную Украины. С 2012 года играет за национальную сборную, провела более 50 матчей, в том числе не менее 34 матчей в отборочных турнирах чемпионатов мира и Европы.